# Shin Megami Tensei: Digital Devil Saga
Shin Megami Tensei: Digital Devil Saga, conosciuto in Giappone come Digital Devil Saga: Avatar Tuner (Digital Devil Saga アバタール・チューナー?, Dejitaru Debiru Sāga Abatāru Chūnā), è un videogioco di ruolo per PlayStation 2 sviluppato dalla Atlus e pubblicato in Giappone il 15 luglio 2004. Si tratta di uno spin off della serie di videogiochi Shin Megami Tensei. La principale differenza fra Digital Devil Saga e la serie principale è l'attenzione per specifici personaggi più che sull'invocazione di demoni per combattere. La trama di Digital Devil Saga viene continuata nel suo sequel diretto Shin Megami Tensei: Digital Devil Saga 2.